# چیناچ چالامپان
چیناچ چالامپان (به لاتین: Chinnach Chaalampan) یک منطقهٔ مسکونی در سری‌لانکا است که در استان شمالی (سری‌لانکا) واقع شده‌است.